# Harald Feierabend
Harald Feierabend (* 12. Mai 1967 in Illingen) ist ein ehemaliger deutscher Triathlet. 

## Werdegang
Harald Feierabend studierte an der Universität Stuttgart.
Im Triathlon spezialisierte sich Harald Feierabend auf die Langdistanz-Rennen (3,86 km Schwimmen, 180,2 km Radfahren, 42,195 km Laufen) und konnte sich fünfmal für einen Startplatz bei der Ironman World Championship auf Hawaii qualifizieren. 1998 wurde er beim Ironman Hawaii Zweiter in der Altersklasse 30–34.
Nachdem er dies schon 2004 angekündigt hatte, erklärte er im September 2006 nach einem Radsturz im Rennen in Locarno das Ende seiner Profi-Karriere.
Sein Spitzname ist Chico. Harald Feierabend lebt heute in Pforzheim. 

## Sportliche Erfolge
| Datum/Jahr    | Rang | Wettbewerb                    | Austragungsort   | Zeit     | Bemerkung                                                                                        |
| ------------- | ---- | ----------------------------- | ---------------- | -------- | ------------------------------------------------------------------------------------------------ |
| 7. Juli 2002  | 5    | Ironman Austria               | Klagenfurt       | 08:39:50 |                                                                                                  |
| Apr. 2002     | 7    | Strongman All Japan Triathlon | Mijako Island    | 08:04    | 3 km Schwimmen, 155 km Radfahren und 42,195 km Laufen – 8 Minuten hinter dem Sieger Péter Kropkó |
| 23. Aug. 2001 | 10   | Ironman Switzerland           | Zürich           | 09:06:49 |                                                                                                  |
| 26. Mai 2001  | 8    | Ironman Brasil                | Florianópolis    | 08:38:57 |                                                                                                  |
| 14. Okt. 2000 | 24   | Ironman Hawaii                | Hawaii           | 08:56:44 |                                                                                                  |
| 23. Juli 2000 | 13   | Ironman Austria               | Klagenfurt       | 08:35:36 | persönliche Bestzeit auf der Triathlon-Langdistanz                                               |
| 22. Mai 2000  | 2    | Ironman Brasil                | Porto Seguro     | 08:49:06 | Zweiter hinter dem US-Amerikaner Ken Glah                                                        |
| 1999          | DSQ  | Ironman Hawaii                | Hawaii           | –        |                                                                                                  |
| 1. Aug. 1999  | 9    | Ironman Switzerland           | Zürich           | 09:16:35 |                                                                                                  |
| 1998          | 28   | Ironman Hawaii                | Hawaii           | 09:15:30 | Zweiter bei der Ironman World Championship bei den Amateuren in der Altersklasse M30–34          |
| 23. Mai 1998  | 24   | Ironman Lanzarote             | Playa del Carmen | 09:36:43 |                                                                                                  |
| 18. Okt. 1997 | 35   | Ironman Hawaii                | Hawaii           | 09:18:00 | Sieg in der Klasse 30–34                                                                         |
| 26. Okt. 1996 | 138  | Ironman Hawaii                | Hawaii           | 09:39:51 | Weltmeisterschaft                                                                                |
| 10. Juli 1994 |      | Ironman Europe                | Roth             | 09:29    | qualifiziert für die Ironman World Championship auf Hawaii                                       |

| Datum/Jahr   | Rang | Wettbewerb          | Austragungsort       | Zeit     | Bemerkung                                 |
| ------------ | ---- | ------------------- | -------------------- | -------- | ----------------------------------------- |
| 2005         | 5    | Freiburg-Marathon   | Freiburg im Breisgau | 02:32:47 |                                           |
| 9. Juni 2002 | 4    | Trollinger-Marathon | Heilbronn            | 02:39    | Marathon-Debüt bei der zweiten Austragung |

(DNF – Did Not Finish; DSQ – Disqualifiziert)

## Weblink
- Profil für Harald Feierabend  beim Institut für Angewandte Trainingswissenschaft, abgerufen am 3. September 2014